# Reasonable Doubt
Reasonable Doubt — дебютный альбом американского рэпера Jay-Z, выпущенный 25 июня 1996 года на лейбле Roc-A-Fella Records в США и на Northwestside Records в Великобритании. Альбом спродюсировали DJ Premier, Ski, Knobody и Кларк Кент, а среди приглашённых гостей были Memphis Bleek, Мэри Джей Блайдж, Notorious B.I.G. и другие.
Альбом поднялся на 23 строчку в Billboard 200, получил платиновый статус в 2002 году; всего же на 2006 год было продано свыше 1,5 млн экземпляров.
К альбому было выпущено четыре сингла, самыми успешными из которых стали Ain’t No Nigga, Can’t Knock the Hustle, Dead Presidents и Feelin' it.
Хорошо принятый слушателями и критиками, альбом сразу снискал славу «классики рэпа» и считается одним из лучших альбомов Jay-Z. Альбом входит в списки лучших альбомов по версии журналов The Source, Blender, а также стал 248-м в списке 500 величайших альбомов всех времён по версии журнала Rolling Stone.

## Список композиций
| №  | Название                                               | Продюсер(ы)         | Продолжительность |
| -- | ------------------------------------------------------ | ------------------- | ----------------- |
| 1  | «Can’t Knock the Hustle»                               | Knobody, The Hitmen | 5:17              |
| 2  | «Politics as Usual»                                    | Ski                 | 3:41              |
| 3  | «Brooklyn’s Finest» (при участии The Notorious B.I.G.) | Clark Kent          | 4:36              |
| 4  | «Dead Presidents II»                                   | Ski                 | 4:27              |
| 5  | «Feelin' It» (при участии Mecca)                       | Ski                 | 3:48              |
| 6  | «D’Evils»                                              | DJ Premier          | 3:31              |
| 7  | «22 Two’s»                                             | Ski                 | 3:29              |
| 8  | «Can I Live»                                           | Irv Gotti           | 4:10              |
| 9  | «Ain’t No Nigga» (при участии Foxy Brown)              | Big Jaz             | 4:03              |
| 10 | «Friend or Foe»                                        | DJ Premier          | 1:49              |
| 11 | «Coming of Age» (при участии Memphis Bleek)            | Clark Kent          | 3:59              |
| 12 | «Cashmere Thoughts»                                    | Clark Kent          | 2:56              |
| 13 | «Bring It On» (при участии Big Jaz и Sauce Money)      | DJ Premier          | 5:01              |
| 14 | «Regrets»                                              | Peter Panic         | 4:34              |
| 15 | «Can I Live II» (при участии Memphis Bleek)            | K-Rob               | 3:57              |
| 16 | «Can’t Knock the Hustle» (Fool’s Paradise Remix)       | Irv Gotti           | 4:45              |